# Erich Woehlkens
Erich Woehlkens (* 23. September 1909 in Mölln; † 31. Oktober 1987) war Gymnasiallehrer und Leiter des Stadtarchivs in Uelzen.

## Leben
Woelkens kam als Sohn eines Lehrers zur Welt. Nach dem Abitur, das er 1928 in Cuxhaven ablegte, studierte er Mathematik, Physik und Chemie in Innsbruck, Jena und Kiel. 1936 wurde er Studienreferendar in Uelzen. Ab 1937 war er in Lüneburg tätig. Nach Teilnahme am Zweiten Weltkrieg und britischer Kriegsgefangenschaft kehrte er nach Uelzen zurück und wurde Gymnasiallehrer, zuletzt Oberstudienrat, am Herzog-Ernst-Gymnasium.
Bereits während seiner Uelzener Referendarzeit beschäftigte sich Woehlkens mit der Geschichte der Stadt und insbesondere ihren personengeschichtlichen Quellen. 1953 wurde er an der Universität Göttingen zum Dr. phil. promoviert. Seine Dissertation Pest und Ruhr im 16. Jahrhundert entwickelte sich zu einem Standardwerk zur Seuchengeschichte. 1958 wurde Woehlkens Stadtarchivar in Uelzen. Er versah dieses Amt zunächst ehrenamtlich, nach seiner Pensionierung als Oberstudienrat bis zu seinem 75. Lebensjahr hauptamtlich. Besondere Verdienste hatte er um die Wiederauffindung der über 100 Jahre lang verschollenen Chronik des Uelzener Ratsherrn Tile Hagemann sowie um die Vorbereitung der 700-Jahr-Feier der Stadt (1970).
Woehlkens verfasste unzählige Aufsätze und Handbuchartikel zur Geschichte der Stadt.

## Auszeichnungen
- Niedersächsisches Verdienstkreuz (1971)
- Ehrengabe der Stadt Uelzen (1980)

## Werke
- Pest und Ruhr im 16. und 17. Jahrhundert. Grundlagen einer statistisch-topographischen Beschreibung der großen Seuchen, insbesondere in der Stadt Uelzen. Uelzen 1954
- Uelzen. Geschichte und Geschichten. Uelzen 1965